# Giulia Bongiorno
Giulia Bongiorno (née le 22 mars 1966 à Palerme) est une avocate et femme politique italienne.

## Biographie

### Avocate
Jeune avocate, Giulia Bongiorno se voit confier par Franco Coppi la défense de Giulio Andreotti, accusé en 1995 de collusion avec la mafia et du meurtre du journaliste Mino Pecorelli.
Elle est ensuite la défenseuse de l'entrepreneur Sergio Cragnotti, du prince Victor-Emmanuel de Savoie, des footballeurs Francesco Totti, Cristiano Doni, Stefano Bettarini et Antonio Conte, le banquier Pierfrancesco Pacini Battaglia et Raffaele Sollecito. Elle est inscrite au barreau de Rome
Elle milite pour les droits des femmes à travers la fondation Doppia difesa créée avec Michelle Hunziker.
Elle est membre du conseil d'administration de la Juventus Football Club.

### Mandats politiques
Sénatrice pendant la XVIIIe législature pour la Ligue du Nord et auparavant députée des XVe et XVIe législatures pour Alliance nationale et Le Peuple de la liberté.
Le 1er juin 2018, elle est nommée ministre pour l'Administration publique dans le gouvernement Conte.